# Антоніна Зетова
Антоніна Зетова (7 вересня 1973, Плевен, Болгарія) — болгарська волейболістка, діагональний нападник. Гравець національної збірної. Бронзова медалістка чемпіонату Європи. У складі італійських команд чотири рази перемагала в європейських клубних турнірах.

## Із біографії
Кар'єру професійної волейболісти розпочала в софійському ЦСКА. Три сезони захищала кольори турецьких грандів «Еджзаджибаши» і «Вакіфбанк». Потім переїхала до Італії і виступала за клуби з Бергамо, Модени, К'єрі та Перуджі. З трьома з цих команд здобувала перемоги в єврокубках, зокрема у складі «Перуджі» — у Лізі чемпіонів 2005/2006. Також грала за колективи з Іспанії і Греції.
Тривалий час захищала кольори національної збірної. 2001 року здобула «бронзу» континентальної першості, а 2010 — друге місце в Європейській волейбольній лізі.
Після завершення ігрової кар'єри повернулася на батьківщину і ввійшла до тренерського штабу ЦСКА (Софія). Потім очолювала молодіжну збірну Болгарії.

## Клуби
| Команди                             | Роки      |
| ----------------------------------- | --------- |
| ЦСКА (Софія)                        | 1989–1995 |
| «Еджзаджибаши» (Стамбул)            | 1995–1997 |
| «Вакифбанк» (Стамбул)               | 1997–1998 |
| «Фоне Лімітед» (Модена)             | 1998–2000 |
| «Радіо 105 Фоппапедретті» (Бергамо) | 2000–2001 |
| «Едісон» (Модена)                   | 2001–2002 |
| «Еджзаджибаши» (Стамбул)            | 2002–2003 |
| «Бігмат Кераколл» (К'єрі)           | 2003–2005 |
| «Деспар» (Перуджа)                  | 2005–2007 |
| «Пальма»                            | 2008–2009 |
| «Олімпіакос» (Пірей)                | 2008–2009 |
| «Деспар» (Перуджа)                  | 2009–2010 |
| «Фаміла Дженералі» (К'єрі)          | 2010–2012 |

## Досягнення
- Бронзовий призер чемпіонату Європи (1): 2001
- Срібний призер Європейської ліги (1): 2010
- Переможець Ліги європейських чемпіонів (1): 2006
- Переможець Кубка топ команд (1): 2005
- Переможець Кубка Європейської конфедерації волейболу (2): 2002, 2007
- Чемпіон Болгарії (4): 1991, 1992, 1993, 1995
- Володар Кубка Болгарії (2): 1993, 1995
- Чемпіон Туреччини (3): 1997, 1998, 2003
- Володар Кубка Туреччини (3): 1997, 1998, 2003
- Чемпіон Італії (2): 2000, 2007
- Володар Кубка Італії (2): 2002, 2007
- Володар Кубка італійської ліги (1): 2006